# متلازمة آدي

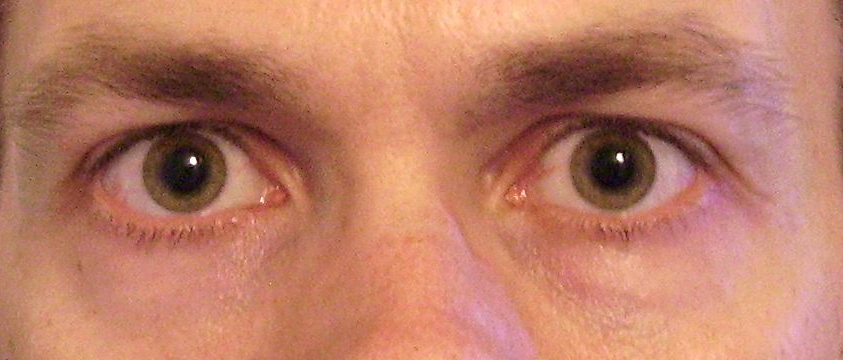

متلازمة هولمز أيدي تعرف أحيانا باسم متلازمة هولمز-إيدي أوAdie's tonic pupil، هي اضطراب عصبي يتميز بتوسع بؤبؤ العين مما يبطأ تفاعله مع الضوء، ولكن يظهر استجابة لتكيف العين (أي تفكك الضوء القريب)  توجد في الإناث اللواتي بدون ركبة أو كاحل ضعيف وتعرق. سميت نسبة إلى طبيب الأمراض العصبية البريطاني وليام جون إيدي. وهو ناتج عن الأضرار التي لحقت بالألياف التالية للعقد للعصب السمبتاوي من العين، بسبب عدوى فيروسية أو بكتيرية تسبب الالتهاب، ويؤثر على بؤبؤ العين والجهاز العصبي اللاإرادي.

## علامات وأعراض
تظهر الثلاثة أعراض السمة المميزة. توسع البؤبؤ بشكل غير طبيعي (توسيع حدقة العين) التي لا تنقبض استجابة للضوء، وفقدان ردود الفعل، وتعرق غير طبيعي. ويمكن أن تشمل علامات أخرى مثل مد البصر بسبب شلل جزئي، فوبيا الضوء وصعوبة القراءة.

## الفيزيولوجيا المرضية
ويعتقد أن أعراض متلازمة هولمز-إيدي تكون نتيجة لعدوى فيروسية أو بكتيرية التي تسبب التهاب وتلف الخلايا العصبية في العقدة الهدبية، وتقع في التجويف الخلفي، الذي يوفر سيطرة حركية لانقباض العين. بالإضافة إلى ذلك، يواجه المرضى مشاكل مع التحكم اللاإرادي للجسم. بسبب الأضرار التي لحقت العقد الجذرية الظهرية للنخاع الشوكي.

## التشخيص
الفحص السريري قد يكشف عن شلل جزئي بالقزحية أو بالحركات القزحية الدودية. قد يصبح البؤبؤ أصغر (مقبض الحدقة) على مر الزمن والتي يشار إليها على أنها «ليتل إيدي القديمة». فحص مع جرعة منخفضة (08/01٪) بيلوكاربين قد تؤدي إلى انقباض البؤبؤ بسبب إزالة التعصيب الكولينيز. البؤبؤ الطبيعي لا ينقبض مع الجرعة المخففة من بيلوكاربين. قد تكون الأشعة المقطعية والتصوير بالرنين المغناطيسي مفيد في الفحوصات التشخيصية.

## العلاج
العلاج المعتاد هو وصف نظارات القراءة لتصحيح الانخفاض في قيمة العين (S1] قطرات البيلوكاربين يمكن أن تعطى كعلاج وكذلك لإجراء التشخيص. قطع الودي الصدري هو العلاج النهائي للتعرق الغزير، إذا كانت الحالة لا يمكن علاجها من خلال العلاج الدوائي.

## الحالة
هذه المتلازمة لا تهدد الحياة  وعلى هذا النحو، لا يوجد معدل وفيات متعلق بها؛ ومع ذلك، ان المنعكسات الوترية دائمة ويمكن أن تتطور مع مرور الوقت.

## علم الأوبئة
الأكثر شيوعا النساء الأصغر سنا (2.6: 1 الأكثر شيوعا لدى النساء) وهي من جانب واحد في 80٪ من الحالات  تبدأ عند متوسط العمر وهو 32 عاما.

## اقرأ أيضًا
- عقدة هدبية

## روابط خارجية
- Animation